# NGC 5202
NGC 5202 је спирална галаксија у сазвежђу Девица која се налази на NGC листи објеката дубоког неба.
Деклинација објекта је - 1° 41' 55" а ректасцензија 13h 32m 0,5s. Привидна величина (магнитуда) објекта NGC 5202 износи 14,6 а фотографска магнитуда 15,4. NGC 5202 је још познат и под ознакама CGCG 17-10, PGC 47589.